# Zilla Fokke
Zilla Fokke es una deportista neerlandesa que compitió en vela en la clase Europe. Ganó una medalla de bronce en el Campeonato Mundial de Europe de 1993.

## Palmarés internacional
| \| Campeonato Mundial \| Campeonato Mundial \| Campeonato Mundial \| Campeonato Mundial \| \| Año \| Lugar \| Medalla \| Clase \| \| ------------------ \| ------------------ \| ------------------ \| ------------------ \| \| 1993 \| Århus (Dinamarca) \| Medalla de bronce \| Europe \| |                   |                   |        |
| Campeonato Mundial |                   |                   |        |
| Año | Lugar             | Medalla           | Clase  |
| 1993 | Århus (Dinamarca) | Medalla de bronce | Europe |